# Les Croupes
Les Croupes ou Vingt-quatre croupes et un poitrail est une peinture à l'huile sur papier marouflé sur toile, réalisée par Théodore Géricault en 1813 dans les écuries de Versailles. Elle représente de nombreux chevaux vus par la croupe dans leur écurie, et portant pour certains des couvertures. 
Ce tableau est conservé dans la collection du vicomte Charles de Noailles et classé trésor national français en 2022.

## Réalisation
La peinture est créée en 1811-1812 selon Rio et Chenique, alors que le catalogue raisonné de Charles Clément (1868) indique une création dans les écuries de Versailles en 1813, en même temps qu'une autre œuvre dépeignant cette fois des chevaux vus de face, Les Poitrails. D'après Charles Clément, c'est à cette époque que Géricault réalise « ses plus belles études » de chevaux. L'un des indices démontrant que ce tableau a été peint aux écuries de Versailles est les couvertures des chevaux, qui sont les mêmes que celle du Cheval cabré au tapis de selle rouge.
Il existe une copie de ce tableau, attribuée à « Théodore Géricault et un collaborateur », intitulée Vingt-et-une croupes de chevaux à l'écurie. Quatre chevaux ont été peints par Géricault, qui a donné les instructions pour la composition du tableau à son collaborateur, auteur des dix-sept croupes restantes.

## Description

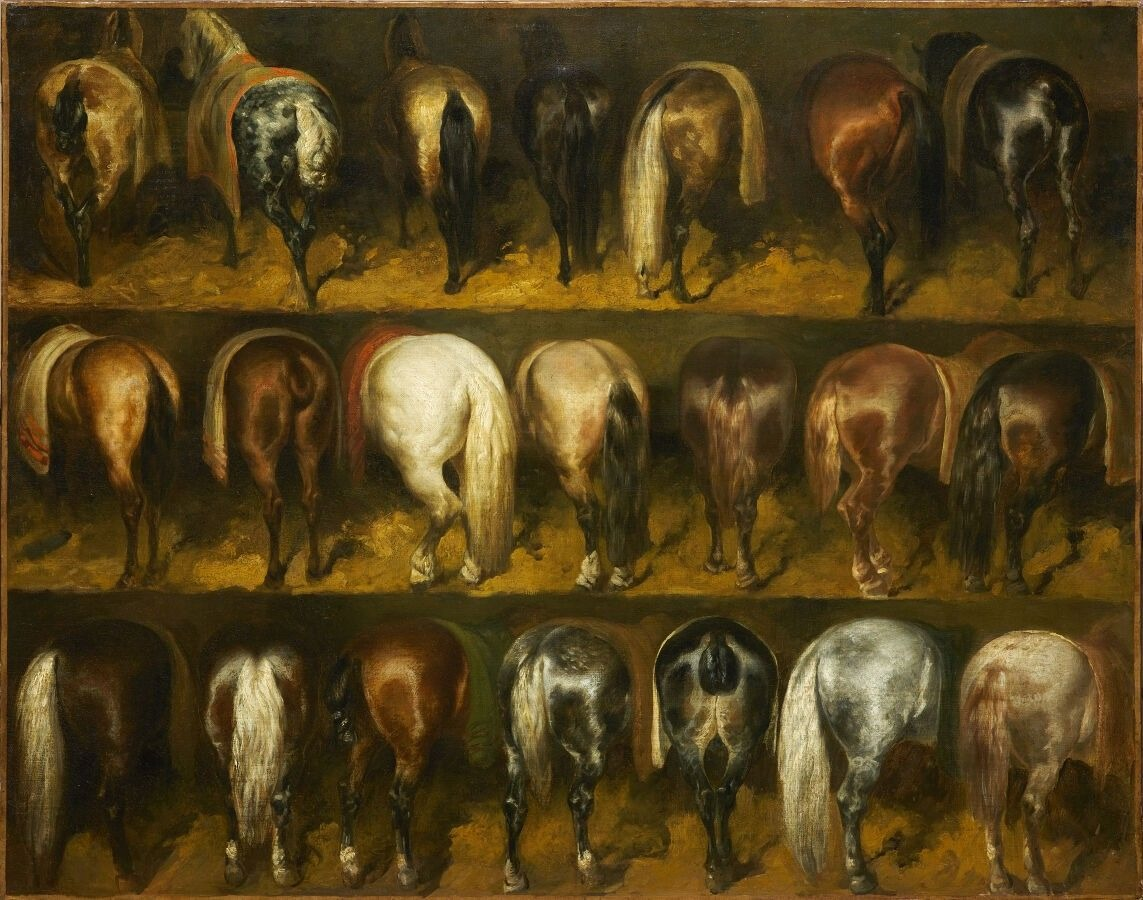
Vingt-et-une croupes de chevaux, copie du tableau Les Croupes.

La peinture représente des croupes de chevaux à l'écurie, sur trois niveaux de hauteur, chacun ayant des particularités propres à sa physionomie, sa race, son âge et sa couleur, avec des nuances et des jeux de lumière. Les couleurs sont chaudes, riches et variées, et la morphologie des chevaux « irréprochable ». Les robes de ces chevaux sont le gris pommelé, le bai, l'alezan, ou encore l'isabelle, avec une grande attention portée aux animaux.
Dans son catalogue raisonné de 1868, Charles Clément décrit le tableau comme suit : 

« 51 LES CROUPES 
Étude de chevaux vus de croupe. Vingt-cinq chevaux de différentes robes. Tableau peint à Versailles en 1813 comme le précédent. »

La peinture de chevaux vus par leur croupe « rompt avec les codes de la peinture classique », en décrivant la réalité d'une écurie plutôt que des chevaux idéalisés, et offre un effet de série et de répétition inédit à son époque.
Le tableau mesure 75,5 × 93 cm. Il s'agit d'une peinture à l'huile sur papier marouflé sur toile.

## Parcours du tableau et réception
En 1860, le tableau est vendu 10 500 francs à la vente Seymour, où il est acquis par M. Couteaux ; celui-ci le revend en mars 1865 pour la somme de 9 900 francs à M. Hagemans. Le musée du Louvre n'a pas réussi à l'acquérir, au contraire d'autres œuvres de Géricault.
Le tableau entre ensuite dans la collection de la vicomtesse de Noailles.
Ce tableau est officiellement classé comme trésor national en 2022, l'avis du Journal officiel considérant que l’œuvre « dénote une approche profondément originale ; que ce tableau, en effet, se distingue, même si les arrière-trains de chevaux sont un motif iconographique pratiqué depuis l'Antiquité romaine, par ses grandes dimensions, l'apparentant à une peinture d'histoire, et par le caractère inédit du traitement du sujet, qui s'intéresse moins aux morphologies musculo-squelettiques qu'à la variété des robes et des crins, à la nervosité et au caractère de chaque coursier, traduits avec une grande virtuosité picturale ; qu'en outre, ces croupes alignées en bandes, à chacune desquelles Géricault a conféré une identité propre, ont été peintes, possiblement à Versailles grâce à l'accès aux écuries permis par son ami le peintre Horace Vernet, de manière séparée […] »,.
D'après La Gazette Drouot, il s'agit d'une des œuvres « iconiques » qui « habitent l’imaginaire des conservateurs et amoureux du patrimoine français ».
La copie du tableau, Vingt-et-une croupes de chevaux à l'écurie, a longtemps appartenu au co-fondateur d'une compagnie hippomobile parisienne, Frédéric Meuron, avant d'être vendue en 1977 ; elle est vendue aux enchères par la maison Briscadieu de Bordeaux le 14 octobre 2023 avec une mise à prix de 400 000 euros, et constitue le clou de cette vente.